# Serologie
Serologie is de leer waarbij gekeken wordt naar de interactie van antigenen en antistoffen. In de praktijk zal men voornamelijk op zoek gaan naar antilichamen die gevormd werden door contact met pathogenen, lichaamsvreemde eiwitten of lichaamseigen eiwitten (in geval van een auto-immuunziekte).  

## Werkwijze

### 1. Venapunctie
Allereerst wordt bij een patiënt veneus bloed afgenomen in een stolbuis door middel van een venapunctie. Veneus bloed is bloed afkomstig uit een perifere ader. Het bloed stolt in de buis en wordt in het laboratorium afgecentrifugeerd om het serum te verkrijgen. 

### 2. Onderzoek in het laboratorium
Met immunochemische methoden wordt vastgesteld of de antistoffen waar de aanvrager in geïnteresseerd was aanwezig zijn, en zo ja, in welke concentratie. Dit wordt vaak uitgedrukt in de titer: de verdunning van het serum waarbij de antistoffen nog aantoonbaar zijn, b.v. 1:80.

## Mogelijkheden
Door middel van serologisch onderzoek kan vaak een vermoedelijke infectie opgespoord worden. Wanneer men een infectie doormaakt, zal dit invloed hebben op de waarden van allerlei antistoffen in ons bloed. Antistoffen tegen de meeste bacteriën en virussen nemen na een infectie met zo'n ziekteverwekker flink toe. Door vergelijking met normale waarden, of door vergelijking met een eerder monster van dezelfde patiënt kan men tot een diagnose komen. Het hebben van antistoffen alleen zegt meestal niet zoveel, alleen dat de patiënt ooit een dergelijke infectie heeft doorgemaakt, of er tegen is gevaccineerd. Uit de aard van de aanwezige antistoffen kan soms wel een conclusie worden verbonden of dit recent of langer geleden is. Alleen vergelijking van twee bloedmonsters van dezelfde patiënt, genomen met 10-20 dagen tussenruimte geeft zekerheid (bij een voldoende sterke titerstijging) dat de gezochte infectie inderdaad (zeer) recent is.
Ook specifieke tests zoals het bepalen van de bloedgroep behoren tot de mogelijkheden.
Het gebruiken van serologische tests beperkt zich niet enkel tot ons bloedserum. Verscheidene andere lichaamsvochten zoals sperma of wondvocht (etter) kunnen onderzocht worden.